# متوكل برهانوف
متوكل [موتال] برهانوف (5 مايو 1916 - 2002) (بالروسية: Мутаваккиль [Муталь] Музаинович Бурханов) ملحن سوفيتي من أصل أوزبكي. قام بتلحين النشيد الوطني لجمهورية أوزبكستان الاشتراكية السوفيتية.

## وصلات خارجية
- متوكل برهانوف على موقع IMDb (الإنجليزية)
- متوكل برهانوف على موقع ميوزك برينز (الإنجليزية)